# Dollar de Hong Kong
Pour les articles homonymes, voir HKD.
Le dollar de Hong Kong (chinois : 港元, code : HKD) est la devise officielle de Hong Kong, région administrative spéciale en République populaire de Chine.

## Historique monétaire

### Situation précoloniale
Avant 1841 et l'établissement d'un port franc par les Britanniques, différentes monnaies circulaient dans cette région culturellement rattachée à la Chine impériale : ouverte sur la mer, elle est au croisement des échanges commerciaux entre l'arrière-pays de Guangdong, l'Inde, la Thaïlande, la péninsule Indochinoise, l'Indonésie, la Malaisie, etc. Deux monnaies en argent dominent les échanges, la roupie de 15 g et la piastre de 27 g. La monnaie servant aux petits échanges locaux est le wén. La livre sterling est introduite depuis 1825 suivant un taux de conversion avec la piastre, cotée 4 shillings et 2 pence — la couronne de 5 shillings pesant 28,28 g,.

### Naissance (difficile) du dollar

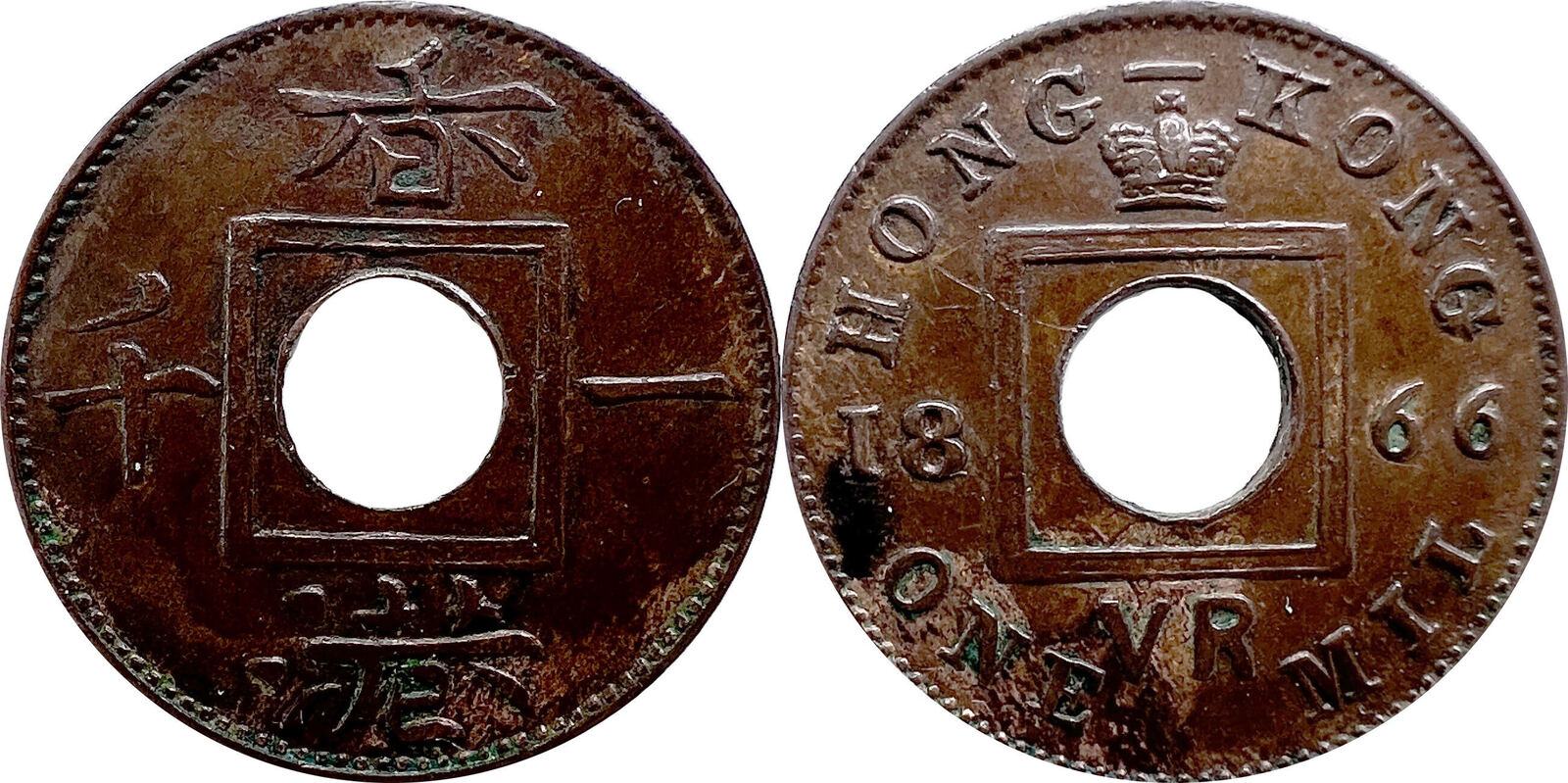
1 mil en bronze (1866), avers et revers (15 mm de diamètre).

En 1860, les Britanniques renoncent à créer une monnaie locale basée sur le sterling. La Royal Mint commence à produire des pièces destinées à Hong-Kong à partir de 1863 basées sur le système dollar divisé en 100 cents. Un atelier monétaire local est implanté, comprenant une presse ; la monnaie produite est rejetée par la population, et l'atelier ferme en 1868. Il s'agissait de pièces en bronze d'une valeur de 1 mil soit un millième du dollar, imitant le format de la sapèque. La pièce de 1 cent en bronze fut en revanche frappée régulièrement de 1863 jusqu'en 1941. En 1868, sont introduites des pièces en argent de 5, 10, 20 et 50 cents, modules frappés jusqu'en 1941. La pièce de 1 dollar d'argent à l'effigie de Victoria lancée en 1868 à deux millions d'exemplaires, constitua un échec, du fait de l'impopularité des Britanniques après la Seconde guerre de l'opium.
À la même époque, commencent à circuler des billets émis par la Hong Kong and Shanghai Banking Corporation et la Chartered Bank of India, Australia and China (en), deux banques privées qui font imprimer des vignettes exprimées en dollar. La crise bancaire de 1873 entraîne une dévaluation du dollar de Hong-Kong qui reposait sur l'étalon-argent. La situation change au cours des années 1890 quand la circulation monétaire entre les différentes colonies britanniques locales s'intensifie. Les Britanniques fondent en 1895 le Trade dollar (en) qui a cours légal à Hong-Kong. En 1906, la production de dollar des Établissements des détroits coïncide avec une accélération des émissions propre à Hong-Kong.

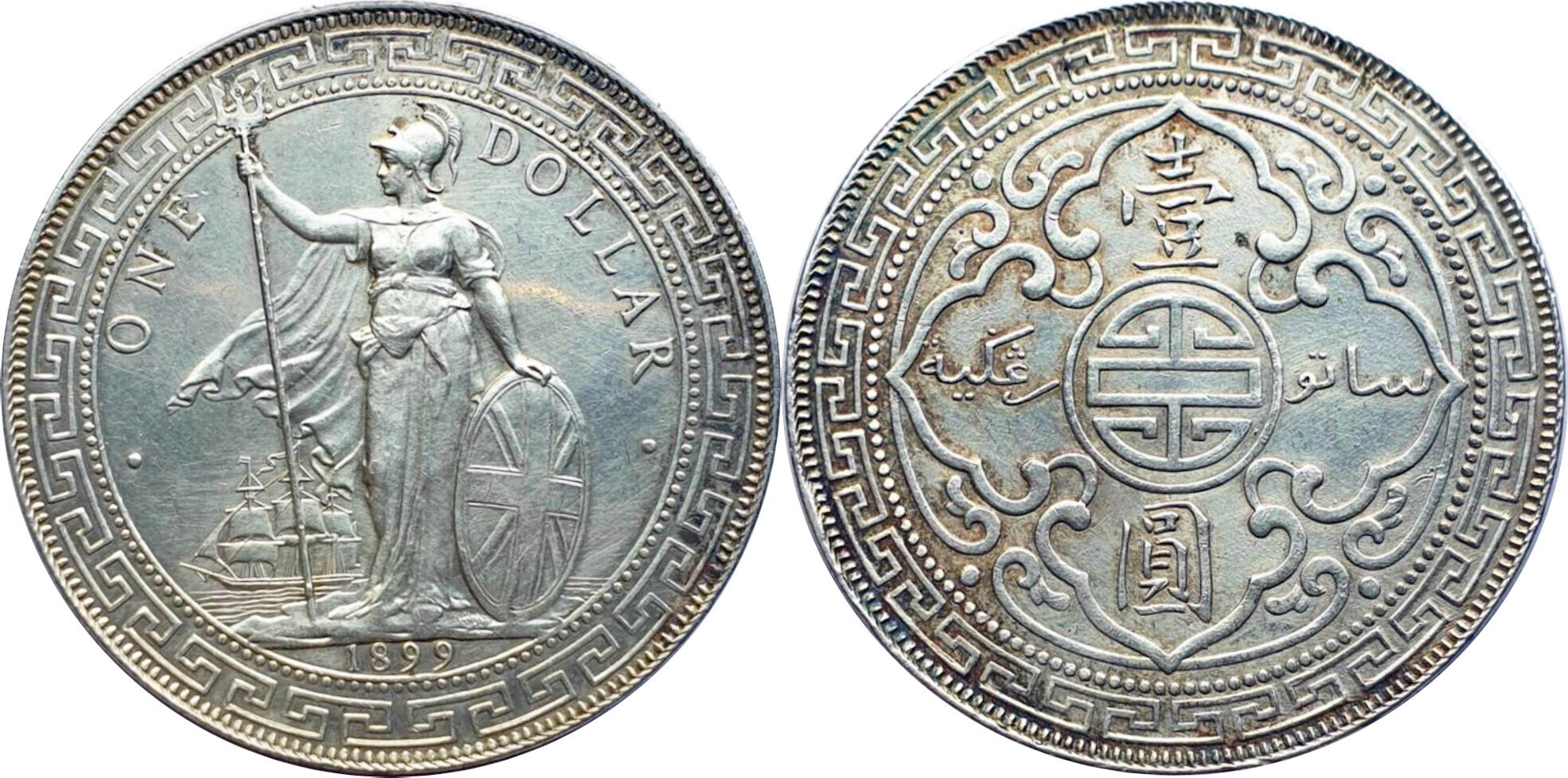
Trade dollar frappée à Bombay (1899, avers et revers, 27 g).

Entre 1914 et 1930, le yuan de la république de Chine y a cours légal. En 1935, Hong-Kong et la Chine sont alors les seuls États dont le système monétaire repose sur l'étalon-argent. Londres tente d'établir un taux de change entre le sterling et le dollar de Hong-Kong, de 1 contre une fourchette située entre 15,36 et 16,45 dollars. En 1939, le cours est fixé à 16 dollars, soit 1 dollar = 1 shilling et 3 pence : c'est trois fois moins qu'en 1868.
Sur le plan de la monnaie fiduciaire, les émissions des banques privées, avant 1941, dominent largement les échanges.

### Occupation japonaise
Durant l'Occupation japonaise de Hong Kong (de décembre 1941 à août 1945), seul le yen a cours légal. Des billets d'occupation militaire japonais ont seuls le droit de circuler. Le taux de change imposé est de 4 dollars pour 1 yen. L'ensemble des actifs des banques privées sont saisis par l'occupant. Après août 1945, la monnaie d'occupation perd tout cours légal.

### Émissions britanniques (1946-1992)
Dès 1946, le dollar revient dans la zone sterling au taux de 1939. Jusqu'en 1967, il y est de jure illégal de  commercer avec des dollars américains. Dans les faits, la HSBC sert de banque centrale et assure au moins 30 % des garanties avec les pays voisins de Hong-Kong, dont la Chine populaire, qui peut ainsi se fournir en devises.
La Royal Mint frappent des pièces figurant les souverains britanniques jusqu'en 1992. Elle met en service des pièces de monnaie de 1, 2, 5 et 10 dollars, ainsi que des pièces de 5, 10, 20, et 50 cents.
Hong Kong adopte en 1983, un régime de change fixe par rapport au dollar américain, avec un taux de 1 USD pour 7,80 HKD. Depuis cette date, la seule cible opérationnelle de l’autorité monétaire locale (HKMA) est le taux de change du dollar de Hong Kong par rapport au dollar américain, un taux relativement stable (cf. tableau ci-contre).

### Rétrocession et émissions actuelles

Évolution du cours contre le dollar américain depuis 1990 : une stabilité à long terme.

Après 1992, une nouvelle série est fabriquée sans le portrait royal, et représentant la fleur de bauhinia, une fleur symbole de Hong Kong. En 1997, une série commémorant la rétrocession à la Chine est frappée.
La monnaie de Hong Kong est acceptée dans les régions méridionales du continent asiatique et à Macao, ainsi que certains centres commerciaux de Singapour. Elle est convertible, contrairement au yuan chinois.
Le taux de change de la pataca de Macao est indexé sur le dollar de Hong Kong pour une valeur fixe de 100 $ = 103 patacas (MOP).
Contrairement à l'euro ou au dollar américain, il n'y a aucune restriction ni à l'importation ni à l'exportation avec le dollar de Hong Kong, sous condition de déclaration.

## Émissions monétaires
L'ensemble des anciennes émissions sont toujours échangeables aux comptoirs des principales banques de Hong-Kong, sauf celles de la période 1941-1945.

### Billets de banque
Les billets en circulation ont des valeurs de 10, 20, 50, 100, 500 et 1 000 dollars.
Plusieurs banques privées, comme à Macao, émettent les billets de banque à Hong Kong. En 2015, HSBC émet un billet de 150 dollars pour son 150e anniversaire.
En 2018, les trois banques privées commerciales autorisées (Bank of China, HSBC, Standard Chartered) émettent une nouvelle série de coupures de 20, 50, 100, 500 et 1 000 dollars,.
À noter que seul le billet de 10 dollars est émis exclusivement par la HKMA pour le compte du gouvernement, ce qui porte au total à quatre le nombre d'émetteurs différents de billets selon l'accord de circulation.

### Pièces de monnaie
Les pièces courantes portent des valeurs de 1, 2, 5 et 10 dollars. Les pièces exprimées en cents ne sont plus fabriquées.